# Elfrida
Elfrida – jednostka osadnicza w Stanach Zjednoczonych, w stanie Arizona, w hrabstwie Cochise.